# Delphinium andesicola
Delphinium andesicola är en ranunkelväxtart som beskrevs av Joseph Andorfer Ewan. Delphinium andesicola ingår i släktet storriddarsporrar, och familjen ranunkelväxter. Inga underarter finns listade i Catalogue of Life.